# جون أندرسن (لاعب كرة قدم)
جون أندرسن (بالدنماركية: Knud Andersen)‏ هو لاعب كرة قدم دنماركي، ولد في 2 يوليو 1900 في كوبنهاغن في الدنمارك، وتوفي في 9 يناير 1967. شارك مع منتخب الدنمارك لكرة القدم. أما مع النوادي، فقد لعب مع نادي بولدكلوبين 1903.